# Randolf Stich

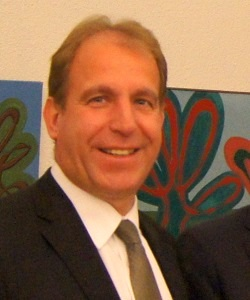
Randolf Stich, 2015

Randolf Stich (* 20. Februar 1966 in Neustadt an der Weinstraße; † 2. Juli 2023 in Mainz) war ein deutscher Jurist und Politiker (SPD). Er war von 2015 bis 2022 Staatssekretär im Ministerium des Innern und für Sport des Landes Rheinland-Pfalz.

## Leben
Stich studierte Rechtswissenschaften an der Johannes Gutenberg-Universität Mainz mit Referendariat in Koblenz und Neustadt an der Weinstraße. Im Jahr 1997 wurde er Richter am Landgericht Koblenz und am Amtsgericht Westerburg. Im Jahr 2003 wurde er zum Vorsitzenden Richter am Landgericht Koblenz ernannt. Ab 2006 war er ehrenamtlicher Richter an der Bischöflichen Disziplinarkammer des Bistums Mainz für innerkirchliche Auseinandersetzungen.
Stich wurde zunächst Referent im rheinland-pfälzischen Justizministerium und wechselte anschließend ins Innenministerium. Dort wurde er als Leitender Ministerialrat der stellvertretende Leiter der Zentralabteilung und der Zentralstelle IT-Management, Multimedia, eGovernment und Verwaltungsmodernisierung. Im Februar 2014 wurde er auf Vorschlag von Innenminister Roger Lewentz (Kabinett Dreyer I) zum Ministerialdirektor berufen. 
Ab 2015 war er als Nachfolger von Heike Raab Staatssekretär im Ministerium des Innern und für Sport des Landes Rheinland-Pfalz. 
Stich kümmerte sich um die Themen Bevölkerungsschutz, Streitkräfte, Vermessung und Geoinformation sowie Infrastruktur und IT-Management, Multimedia, E-Government und Verwaltungsmodernisierung. Darüber hinaus war er für den Landesverfassungsschutz, Staatsrecht und die Gesetzgebung zuständig. 
Innenminister Michael Ebling versetzte Stich im November 2022 aus gesundheitlichen Gründen in den Ruhestand. Auf ihn folgte Simone Schneider.
Randolf Stich war verheiratet und Vater einer Tochter. Er starb am 2. Juli 2023 im Alter von 57 Jahren infolge einer Krebserkrankung.
2009 wurde er von Kardinal-Großmeister John Patrick Foley zum Ritter des Ritterordens vom Heiligen Grab zu Jerusalem ernannt und am 16. Mai 2009 im Fuldaer Dom durch Erzbischof Reinhard Marx, Großprior der Deutschen Statthalterei, investiert. Zudem war er Mitglied im Deutschen Verein vom Heiligen Lande.